# Byviken, Korpo
Byviken är en vik i Finland. Den ligger i den södra delen av landet, 180 km väster om huvudstaden Helsingfors. Byviken ligger vid sjön Insjön.